# Alejandro Mayner

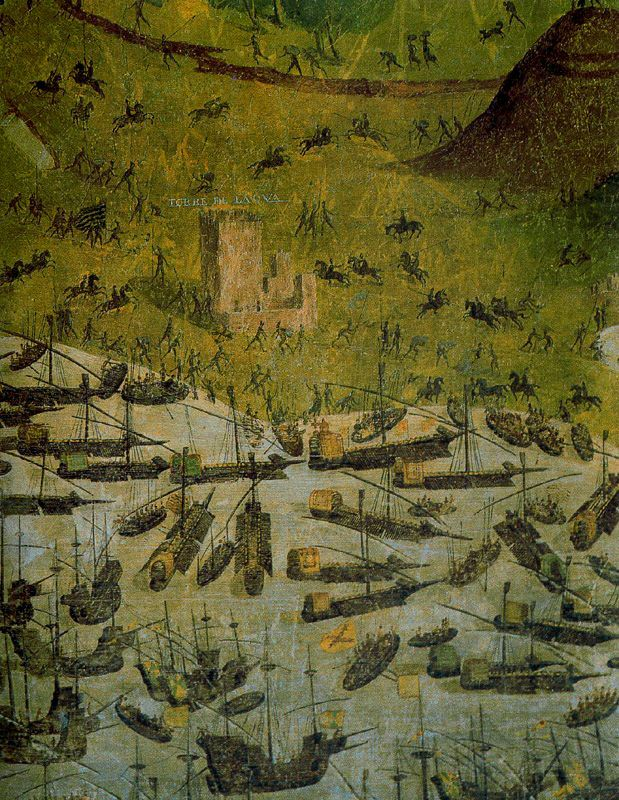
Expedición de Carlos V a Túnez, detalle de las pinturas murales de Julio Aquiles y Alejandro Mayner en la Torre del Peinador de la Reina en la Alhambra.

Alejandro Mayner (Italia, finales del siglo XV-Granada, h. 1545) fue un pintor italiano del Renacimiento español.
Aunque por su nombre parece de origen alemán o flamenco, está constatada su procedencia milanesa. Discípulo de Giovanni da Udine -colaborador de Rafael de Urbino-, se piensa que sus primeros trabajos se produjeron decorando con grutescos las Loggias Vaticanas.  
Está documentada su llegada a España en torno a 1533, acompañado del pintor Julio de Aquiles. Su presencia allí viene justificada por el deseo del secretario imperial don Francisco de los Cobos de decorar los palacios que éste tenía en Valladolid y Úbeda (Jaén), que se estaban construyendo por esa época siguiendo las trazas del arquitecto Luis de Vega. Nada se conserva de estas pinturas. 
En 1537, siguiendo los consejos de su secretario, el emperador Carlos contrató a los dos pintores para decorar las habitaciones que mandó a construir en la Casa Real Vieja de la Alhambra para posibles futuras visitas a Granada. Mayner trabajó durante cinco años, durante los cuales colaboró en la decoración de la Torre del Peinador de la Reina o la Estufa (pinturas con temática militar y mitológica), además de en las llamadas Habitaciones del Emperador. Este encargo le valió el reconocimiento por la historiografía tradicional española desde un primer momento; así lo asegura el tratadista Francisco Pacheco, el cual alaba el trabajo comentando «la cual pintura ha sido la que ha dado la buena luz que hoy se tiene».
Sin fundamento, el teórico Antonio Palomino nos habla del trabajo de ambos pintores en «las casas del excelentísimo señor Duque de Alba en esta Corte, y las que hoy permanecen en el célebre Alcázar de la villa de Alba de Torres», así como de unas célebres pinturas existentes en los acueductos de Mérida. 
Lo que sí es verídico es que Alejandro Mayner continuaría su labor en Granada, como lo demuestra unas pinturas en el ex convento de Santa Inés, en el Albayzín. Además de esto, tenemos datos de la tasación de un retablo en 1542.